# Сельское поселение «Ара-Иля»
Се́льское поселе́ние «Ара-Иля» (бур. Ара Элеэын hомон) — муниципальное образование в Дульдургинском районе Забайкальского края Российской Федерации.
Административный центр — село Ара-Иля.

## История
Статус и границы сельского поселения установлены Законом Читинской области от 19 мая 2004 года «Об установлении границ, наименований вновь образованных муниципальных образований и наделении их статусом сельского, городского поселения в Читинской области».

## Население
| 2010 | 2011 | 2012 | 2013 | 2014 | 2015 | 2016 |
| ---- | ---- | ---- | ---- | ---- | ---- | ---- |
| 339  | ↘338 | ↘337 | ↘334 | ↘330 | ↘329 | ↘322 |
| 2017 | 2018 | 2019 | 2020 | 2021 |      |      |
| ↘318 | ↘301 | →301 | ↘288 | ↘212 |      |      |

## Состав сельского поселения
| № | Населённый пункт | Тип населённого пункта       | Население |
| - | ---------------- | ---------------------------- | --------- |
| 1 | Ара-Иля          | село, административный центр | ↘212      |

## Местное самоуправление
Главы сельского поселения
- с 12.03.2023 года - Сергей Петрович Пятых[14]